# NS 500

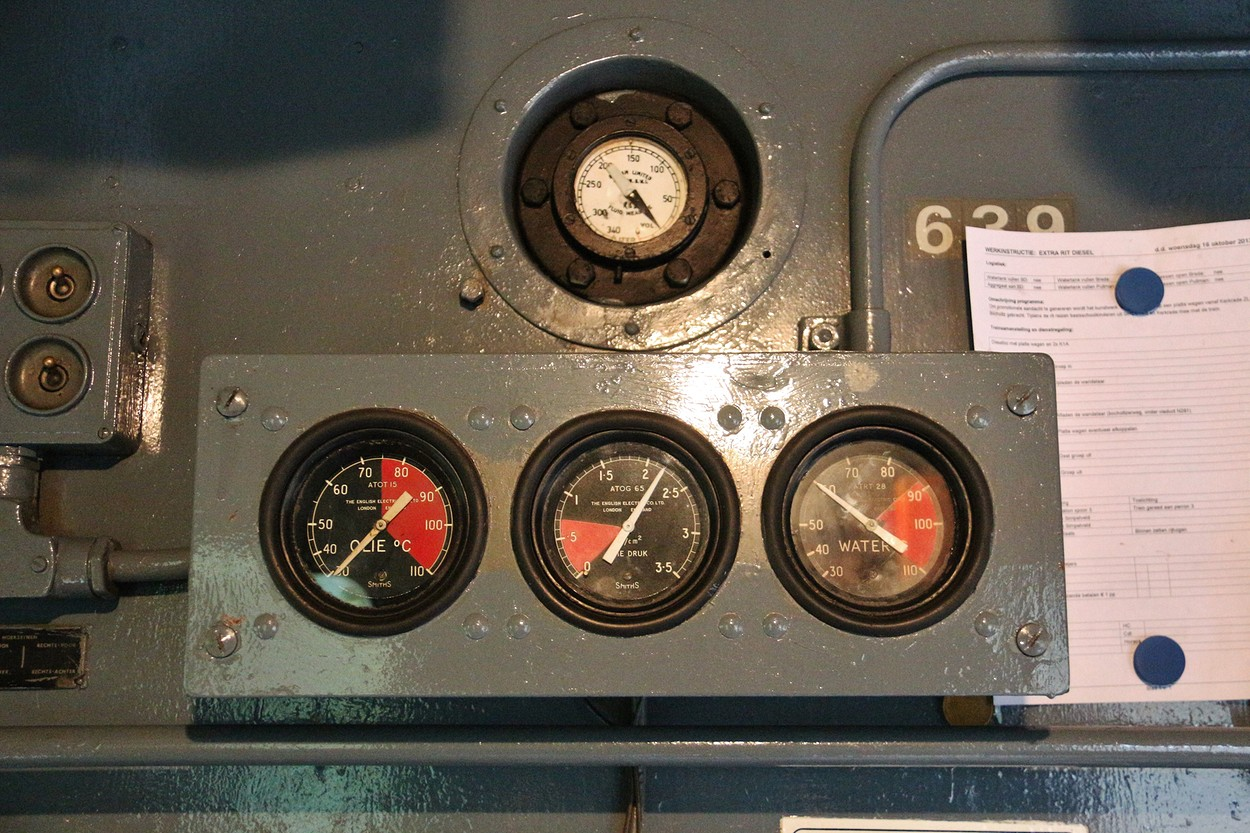
Deel interieur ZLSM 639

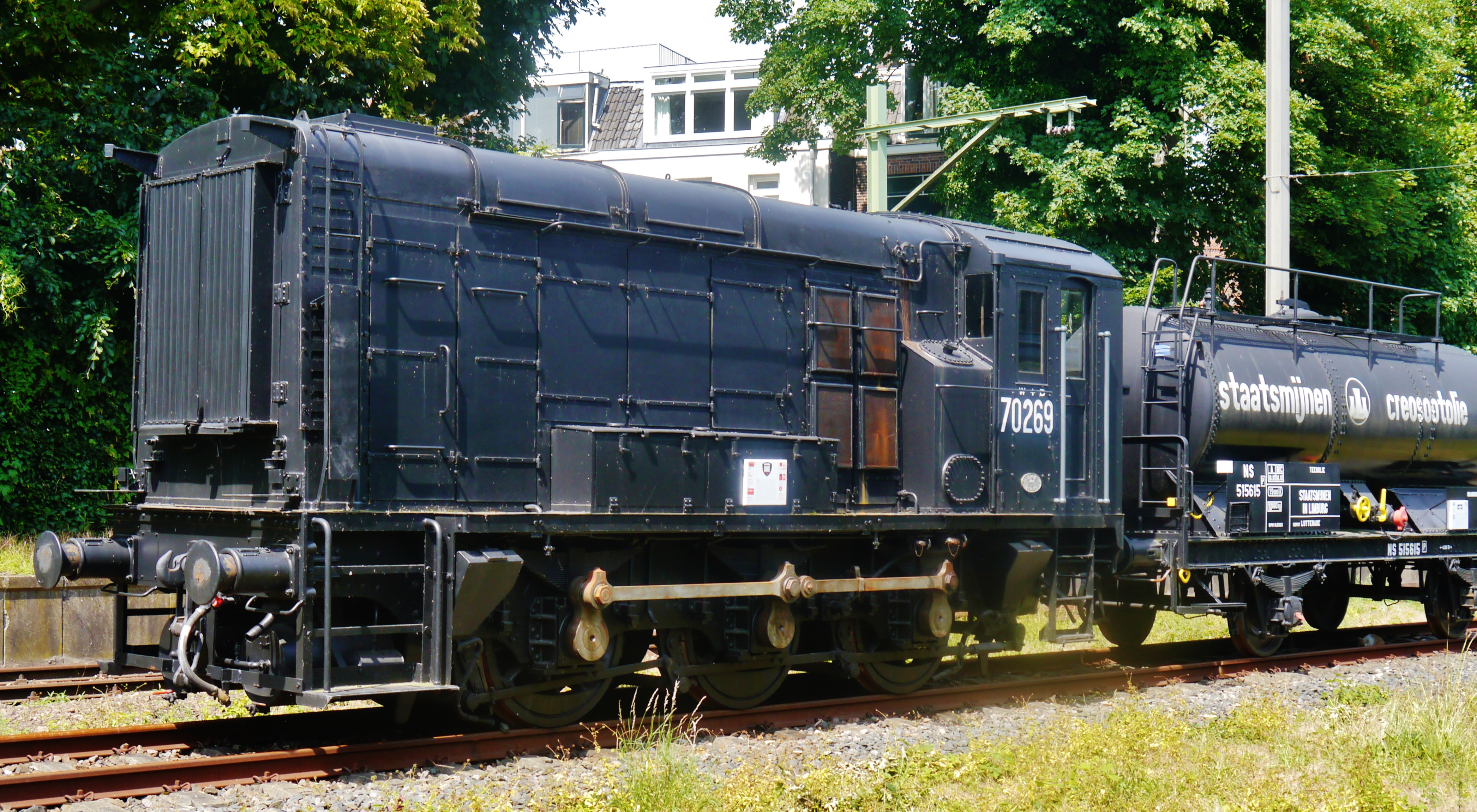
Locomotief NS 508 in zwarte oorlogsbeschildering als WD 70269 in het Nederlands Spoorwegmuseum.

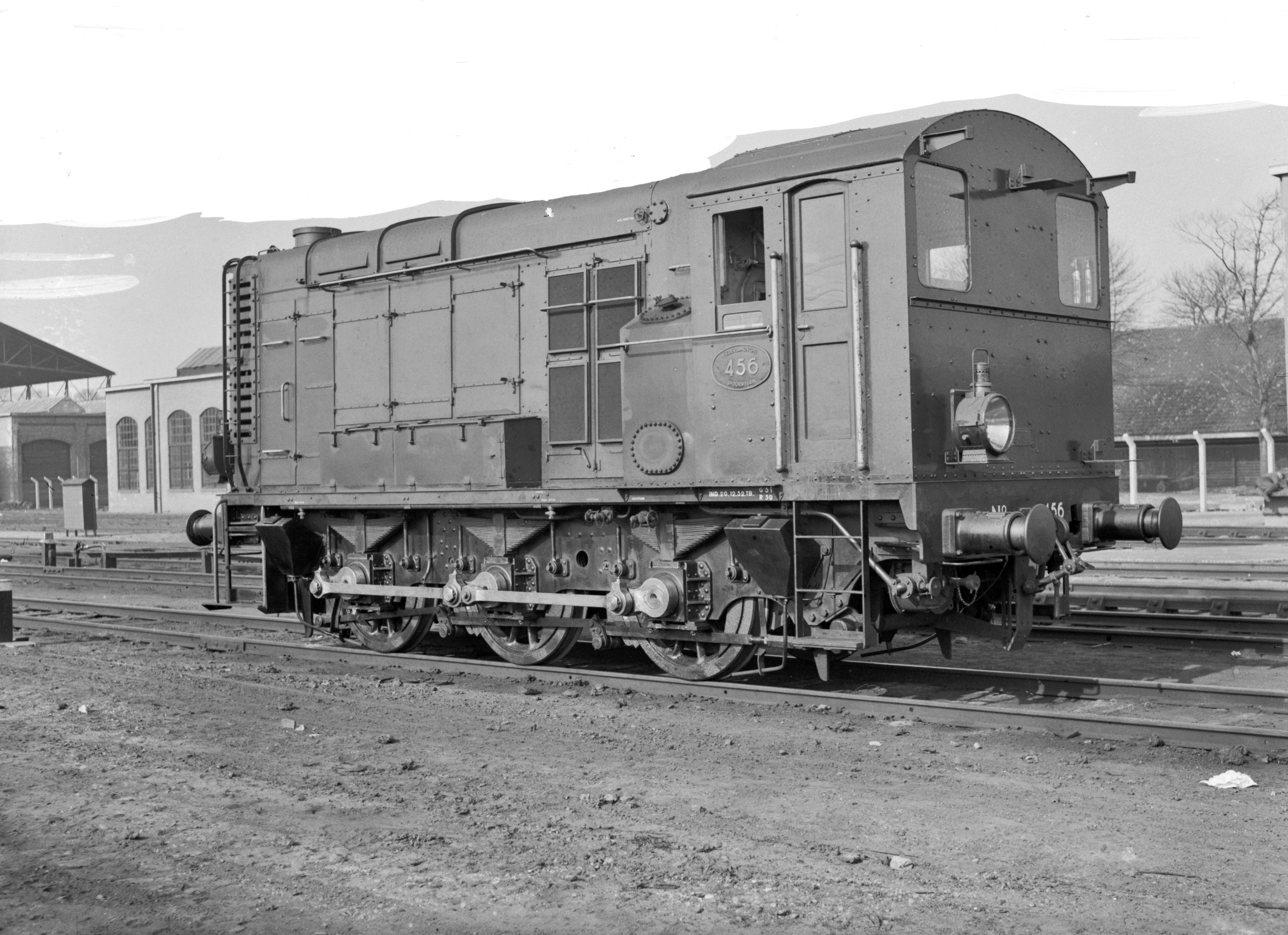
Locomotief NS 456 (serie 400, nrs. 451-465, in 1953 vernummerd tot de serie 700); 1953.

De NS-locseries 500, 600 en 700 zijn dieselelektrische locomotieven die tussen 1946 en 1998 werden ingezet door de Nederlandse Spoorwegen. Locomotieven van dit type dragen de bijnamen Bakkie of Hippel.
Met de komst van de Engelse legers naar Nederland aan het einde van de Tweede Wereldoorlog kwamen er ook Engelse locomotieven van het War Department (WD) mee. Hieronder waren drieassige diesellocs van een type dat al in de jaren dertig was ontwikkeld voor de London Midland and Scottish Railway (LMS). Na de oorlog werden diverse machines door de NS overgenomen. Na diverse ruilingen bleven er uiteindelijk tien ex-WD locs bij de NS, die in 1946 de nummers 501-510 droegen. Zij werden gebruikt voor rangeerwerk op grote stations zoals Utrecht en Zwolle en vanaf 1947 Rotterdam Feijenoord.
Omdat de tien Engelse tweedehands locomotieven goed bevielen werden er meer aangeschaft. Ook deze honderd locs kwamen weer uit de fabriek van English Electric Company (EEC) te Londen, maar werden nu nieuw geleverd.

## Drie series
Na diverse vernummeringen viel de serie uiteen in twee groepen:
- Locomotieven zonder doorgaande luchtrem, alleen geschikt voor rangeerwerk, dit werd de 'serie 500' (511-545);
- Locomotieven met een Knorr doorgaande luchtrem, dus ook geschikt voor het trekken van lichte goederentreinen, dit werd de 'serie 600' (601-665);
- Tot slot nog vijftien locomotieven die zonder motor uit Engeland werden geleverd en in Nederland van een Stork-Thomassen motor voorzien, na eerst andere nummers gehad te hebben, werd dit uiteindelijk de 'serie 700' (701-715).

Afgezien van het ontbreken van de treinberemming bij de 500-en en de motoren van de 700-en waren de locs gelijk.
De aflevering vond plaats tussen 1949 en 1957. Toen had de NS met de series 501-510, 511-545, 601-665 en 701-715 in totaal 125 drieassige locomotieven van Engels fabricaat. Zij waren zoals bij alle locomotieven toen nog gebruikelijk olijfgroen geschilderd. Alleen de tien ex-WD locs waren aanvankelijk grijs. Vanaf de jaren zeventig werden de nog in dienst zijnde locs in de huisstijlkleuren geel-grijs geschilderd.
De serie 700 deed vrijwel uitsluitend dienst vanuit het depot Rotterdam Feijenoord. De andere locs waren in het hele land aan te treffen. Ieder station waar treinen werden samengesteld had wel een of meer 500/600-en beschikbaar.
In 1963 kregen alle locs een blauw zwaailicht om voor het kruisende wegverkeer beter zichtbaar te zijn. In 1984 werd dit vervangen door een rood zwaailicht.
In het begin van de jaren zeventig waren er minder rangeerlocs nodig, mede als gevolg van de sluiting van vele los- en laadplaatsen. Dit resulteerde in de buitendienststelling van de kleine series 450 en 700 omstreeks 1972.
Voor rangeerwerk bij de Rotterdamse Waalhaven werden vier 600-en geschikt gemaakt voor radiografische bediening. In 1990-1991 werden nog eens 19 locs verbouwd. De in totaal 23 radiolocs werden vernummerd in 671-693. In 1992 werden ook de 625, 642, 649 en 659 nog verbouwd.
De vernummering was als volgt: 601 - 671, 602 - 672, 605 - 673, 606 - 674, 607 - 675, 611 - 676, 612 - 677, 613 - 678, 614 - 679, 615 - 680, 616 - 681, 620 - 682, 621 - 683, 626 - 684, 627 - 685, 630 - 686, 632 - 687, 634 - 688, 652 - 689, 625 - 690, 642 - 691, 649 - 692, 659 - 693.
De vermindering van het wagenladingenvervoer en het meer rijden met bloktreinen in de goederendienst maakte in de jaren zeventig en tachtig veel rangeerlocs overbodig.

## Buitendienststelling
De ex-WD locs 501-510 werden tussen 1969 en 1972 als eerste afgevoerd. Daarna volgden de 701-715 in 1972-1973. De serie 511-545 werd buiten dienst gesteld tussen 1976 en 1989. De serie 601-665 ging vanaf 1991 buiten dienst.
Zeven locs zijn verkocht naar Groot-Brittannië, onder andere aan de MiddlePeak Railways (653, 663, 671, 685, 687, 690 en 692).
In 2005 waren er bij Railion op papier nog circa tien locs in dienst, in de praktijk was dit aantal echter al vrijwel tot 0 gereduceerd.

### Nog in dienst
Enkele locs deden na 2005 nog dienst, waaronder enkele tot 2013 bij het bedrijf Rotterdam Rail Feeding (RRF) als RRF 1 t/m 5 (ex-NS 684, 689, 679, 676, 683), één exemplaar (673) tot 2010 bij NedTrain (Utrecht) en twee exemplaren bij Cronifer in Moerdijk (de in 2004 aan de fa. Kandt verkochte blauwe 691, en de 633). Bij Strukton waren tot 2007 nog in gebruik de 300 609 'Riek', 300 640 'Esther' en 300 650 'Fransiene'. Zij gingen daarna naar respectievelijk RRF, VSM en STAR. De 691 werd vanaf 2016 bij HSL Logistik in Oss ingezet, en sinds 2018 voor OOC Rail in Oss Elzenburg. In februari 2018 werd de 691 wegens een defect vervangen door de Railpro 602 (ex-647). Van mei tot oktober 2018 deed de loc daar dienst voor Rail Force One. Sinds oktober 2018 rangeert de 691 bij Vopak in opdracht van Captrain bij de Sloehaven.
Bij Locon waren van 2013 tot 2016/'17 de locs 9701 en 9702 (ex-RRF 5 en RRF 4) actief. De 9701 ging naar TrainServices te Roosendaal. Dit bedrijf ging kort daarna (april 2017) failliet. Daarna kwam de weer in 683 vernummerde loc terecht in Amsterdam Westhaven. In april 2018 eindigde de loc zijn diensten bij Captrain bij de Sloehaven. Tegenwoordig rijdt de 683 bij Rail Force One en verricht rangeerwerkzaamheden op emplacement Botlek, gelegen aan de Rotterdamse havenspoorlijn. De loc plaatst en haalt treinen uit bij de C.Ro en Bertschi-terminals. De 9702 werd in 2017 overgenomen door Jacko Fijn Techniek in de Europoort. In 2018 ging de loc naar Rail Force One en is later overgegaan naar Eurailscout. Zijn standplaats is anno 2022 Amersfoort. 
In 2010 nam EETC de van de Veluwsche Stoomtrein Maatschappij gehuurde loc 661 in gebruik voor het rangeren op de Watergraafsmeer. Op 26 maart 2014 keerde deze terug naar Beekbergen.
In 2018 kwamen de 671, 685, 687 en 692 terug uit Engeland. Deze machines zullen door Rail Force One ingezet gaan worden. Medio 2021 werd de 692 ingezet ten behoeve van de Osse Overslagcentrale op het raccordement Elzenburg in Oss, maar daar kwam in 2022 al weer een einde aan. Later, in 2025, was deze in gebruik voor het afleveren van Volkswagen producten op het raccordement van importeur Pon in Leusden.

### Stapelplaats Crailoo
Bij Stapelplaats Crailoo rangeerde tot 2013 de 647, deze kreeg het nummer Railpro 602. In juli 2013 kwam er versterking van nog 3 locs (waarvan 2 bedrijfsvaardig) afkomstig van Rotterdam Rail Feeding, de RRF 1 (NS 684), RRF 2 (NS 689) en RRF 3 (NS 679). Ze kregen daar de nummers Railpro 601, 603 en 604. Deze locs zijn overgeschilderd in het blauw/grijs van Railpro. De 604 (ex-679) werd in 2017 vernummerd in 602. De oorspronkelijke 602 (ex-647) werd vernummerd in 606. De locs werden in 2018 nog regelmatig gebruikt met diverse werktreinen verspreid over het land. Per dieplader worden ze naar de locatie van de werkzaamheden gebracht en na afloop weer terug naar Crailoo.
Ook locomotief 640, afkomstig van Strukton onder nummer 300640 en genaamd Esther, was niet-bedrijfsvaardig aanwezig. De locs staan vaak geparkeerd onder het dak van de Natuurbrug Zanderij Crailoo.

## Museumlocs
Vier locomotieven werden opgenomen in de collectie van het Nederlands Spoorwegmuseum te Utrecht: de 508, 512, 605 (673) en 629. 605 kwam onder nummer 673 in 2010 in handen van het museum, ten behoeve van rangeerwerk. Van 2012 tot 2025 heeft deze loc een Delfts blauwe beschildering gehad, onderdeel van een kunstproject van Hugo Kaagman. In 2025 is deze teruggebracht in geel/grijze huisstijl, en weer voorzien van oorspronkelijk nummer 605.
Zes locomotieven kwamen terecht bij de Veluwsche Stoomtrein Maatschappij te Beekbergen: de 532, 604, 618, 636, 650 en 661. De 604 en 618 zijn pluklocs t.b.v. de 636 en 661. De 639 en 677 (ex-612) zijn in respectievelijk 2004 en 2007 bij de Zuid-Limburgse Stoomtrein Maatschappij te Simpelveld gekomen, waarvan de 639 in de groene kleur is geschilderd; de 677 is plukloc. De 521 vindt zijn thuis bij de Stoomtrein Goes - Borsele in Goes en is ook in groene kleur geschilderd. De 658 is eigendom van de Stoom Stichting Nederland te Rotterdam. Ook de 660 heeft een bestemming gevonden; zij is tegenwoordig (weer groen geschilderd) te vinden bij de Museum Buurtspoorweg in Haaksbergen. Op 30 juli 2008 heeft de Stichting Stadskanaal Rail de voormalige NS 609 (ex-Strukton 300609 'Riek') overgenomen van Strukton.
De 654 stond sinds 2007 als monument bij sloperij Hoeben in Hasselt. Deze loc is uiteindelijk toch niet aan de sloper ontkomen. Sinds mei 2010 was de 662 eigendom van de Stichting Spoorverleden Drachten en vanaf 20 juni 2013 te bezichtigen op het Philips-terrein aan de Lange West in Drachten. In oktober 2023 werd deze overgedragen aan Stichting 2454 CREW.
| Museumlocs in Nederland        |           |                      |
| Nummer(s)                      | Nummer(s) | Locatie              |
| 508                            | -         | NSM                  |
| 512                            | -         | NSM                  |
| 521                            | -         | SGB                  |
| 532                            | -         | VSM                  |
| 604                            | -         | VSM (plukloc)        |
| 605                            | 673       | NSM                  |
| 609                            | 300609    | STAR                 |
| 612                            | 677       | ZLSM (plukloc)       |
| 618                            | -         | VSM (plukloc)        |
| 629                            | -         | NSM                  |
| 636                            | -         | VSM                  |
| 639                            | -         | ZLSM                 |
| 650                            | -         | VSM                  |
| 658                            | -         | SSN                  |
| 660                            | -         | MBS                  |
| 661                            | -         | VSM                  |
| 662                            | -         | 2454 CREW            |
| Museumlocs in Groot-Brittannië |           |                      |
| 625                            | 690       | Ribble Steam Railway |
| 653                            | -         | Weardale Railway     |
| 663                            | -         | Ribble Steam Railway |

## Afbeeldingen

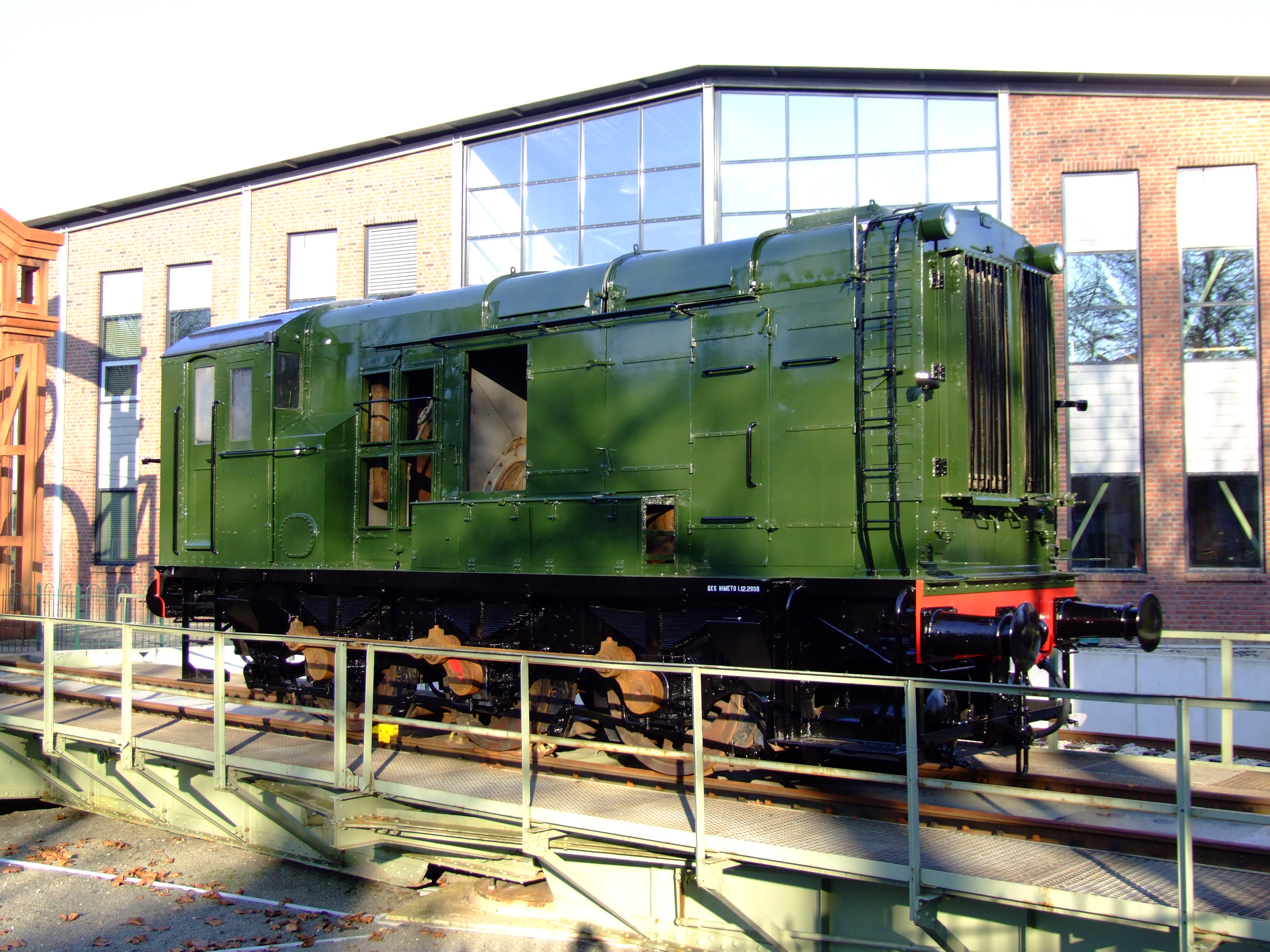
Loc NS 512 bij het NSM te Utrecht.
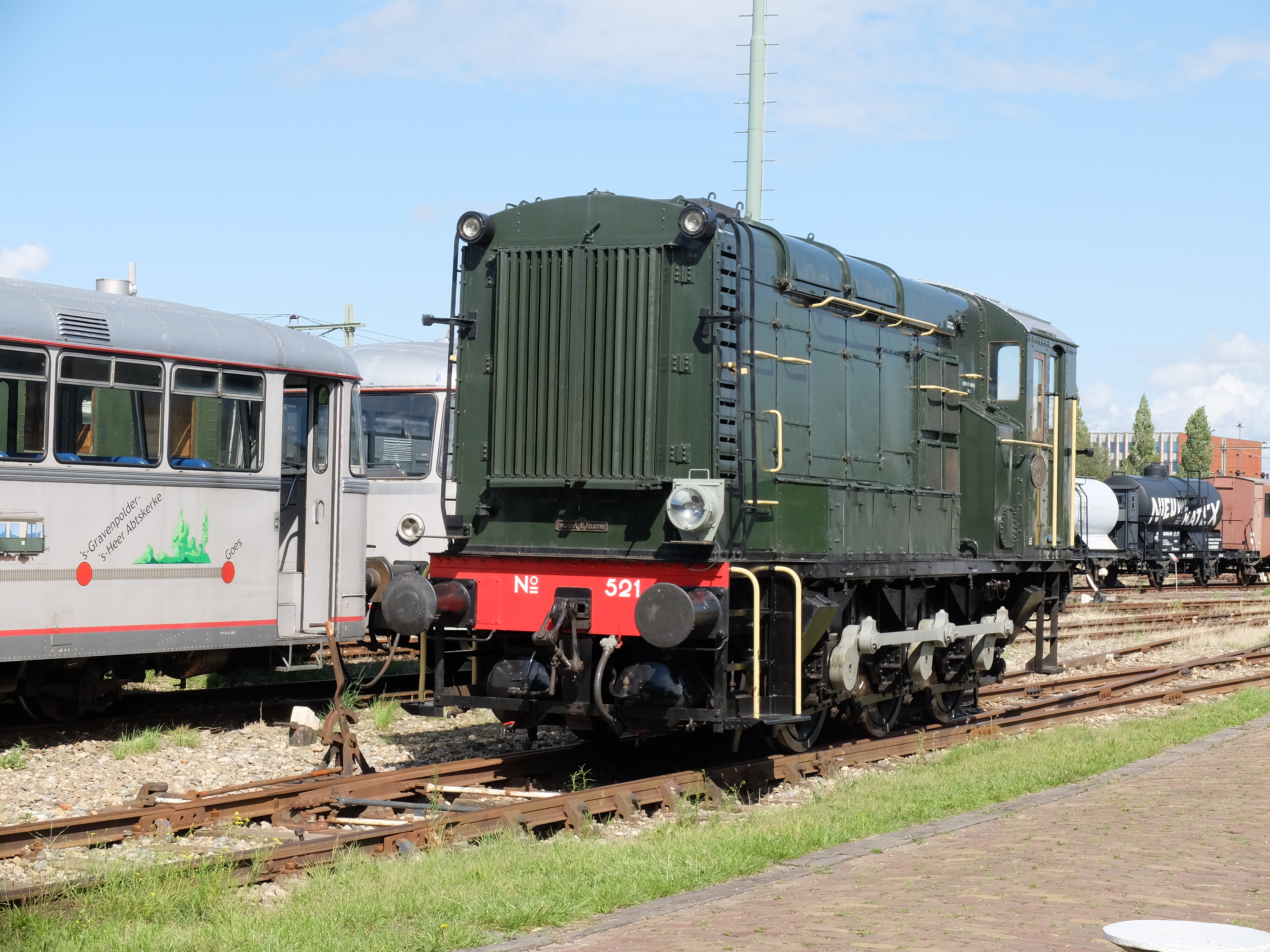
Loc NS 521 bij de SGB te Goes.
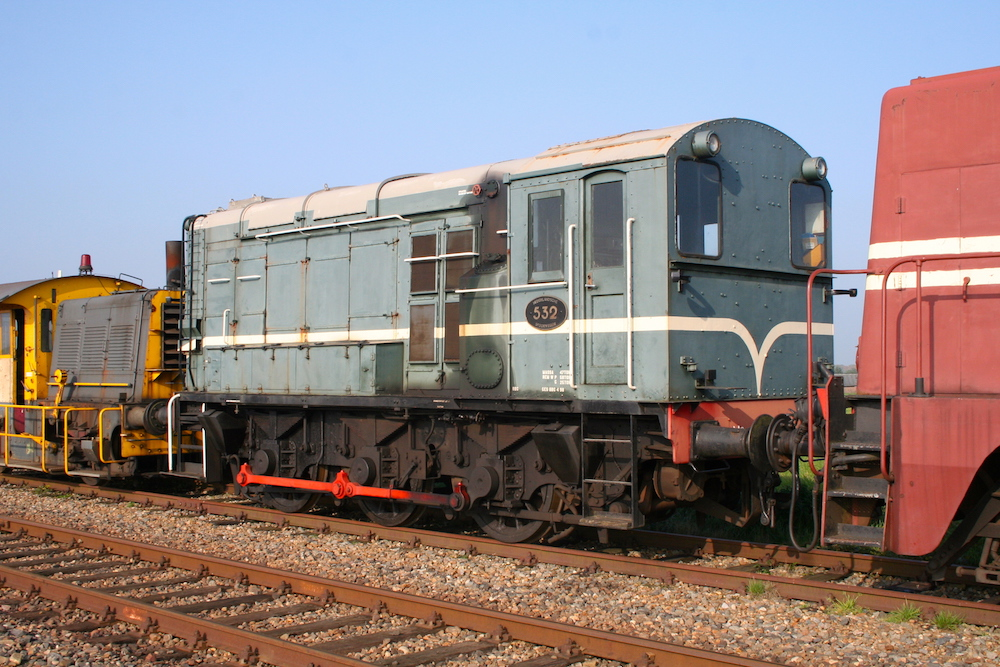
Loc NS 532 bij de VSM te Beekbergen.
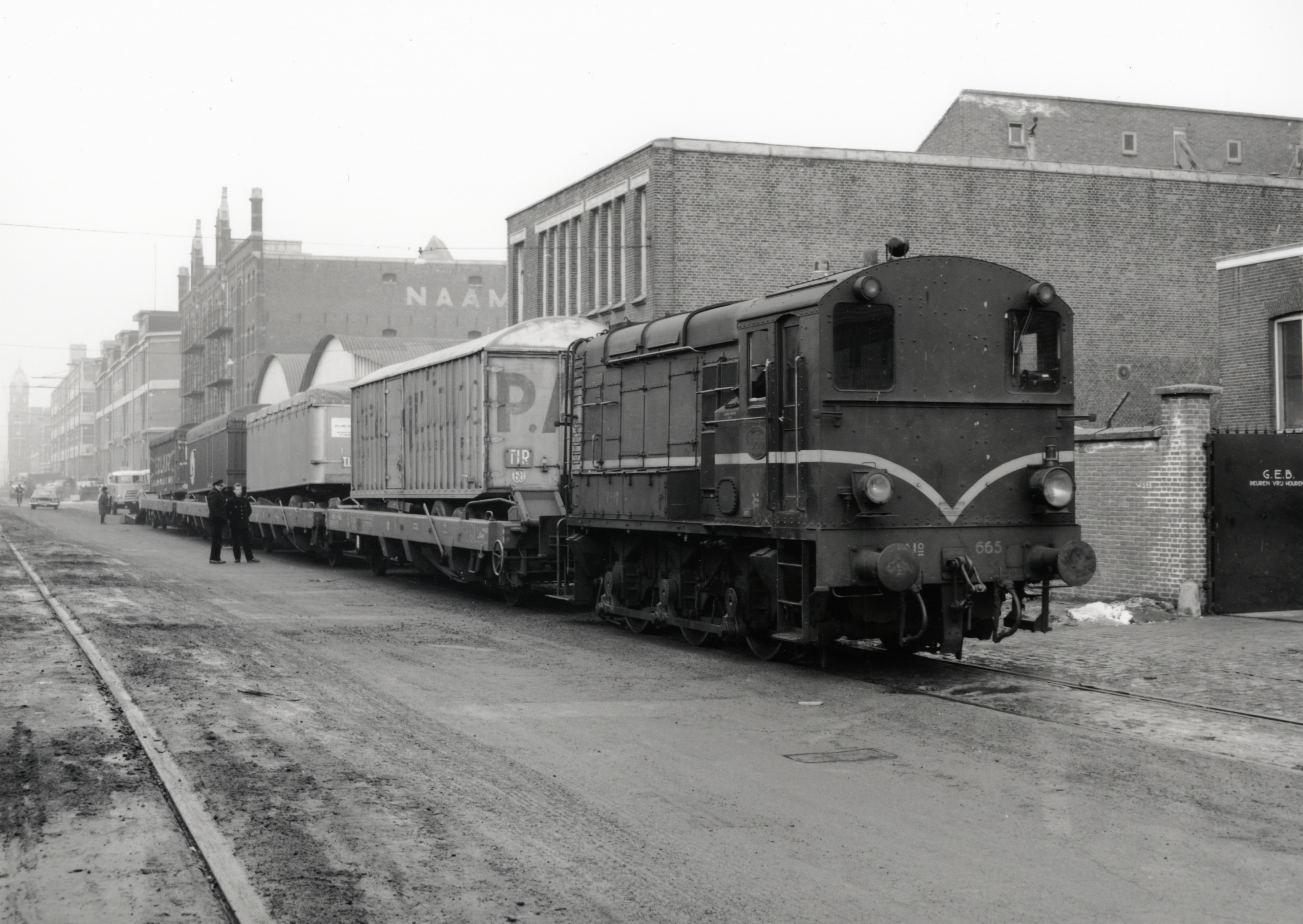
Rangeerlocomotief 665 met een aantal wagens met opleggers van vrachtauto's (z.g. Kangourou-vervoer) op de Wilhelminakade te Rotterdam in 1963.
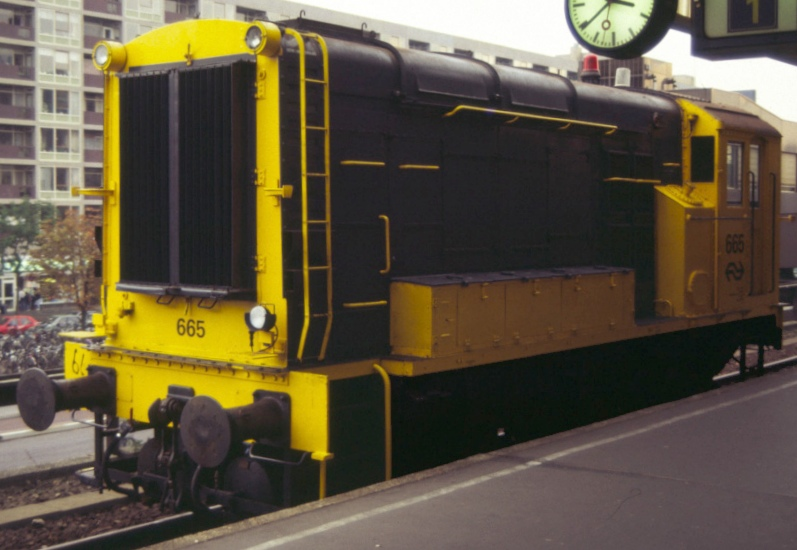
Loc 665 op spoor 1 te Leiden; 1990.
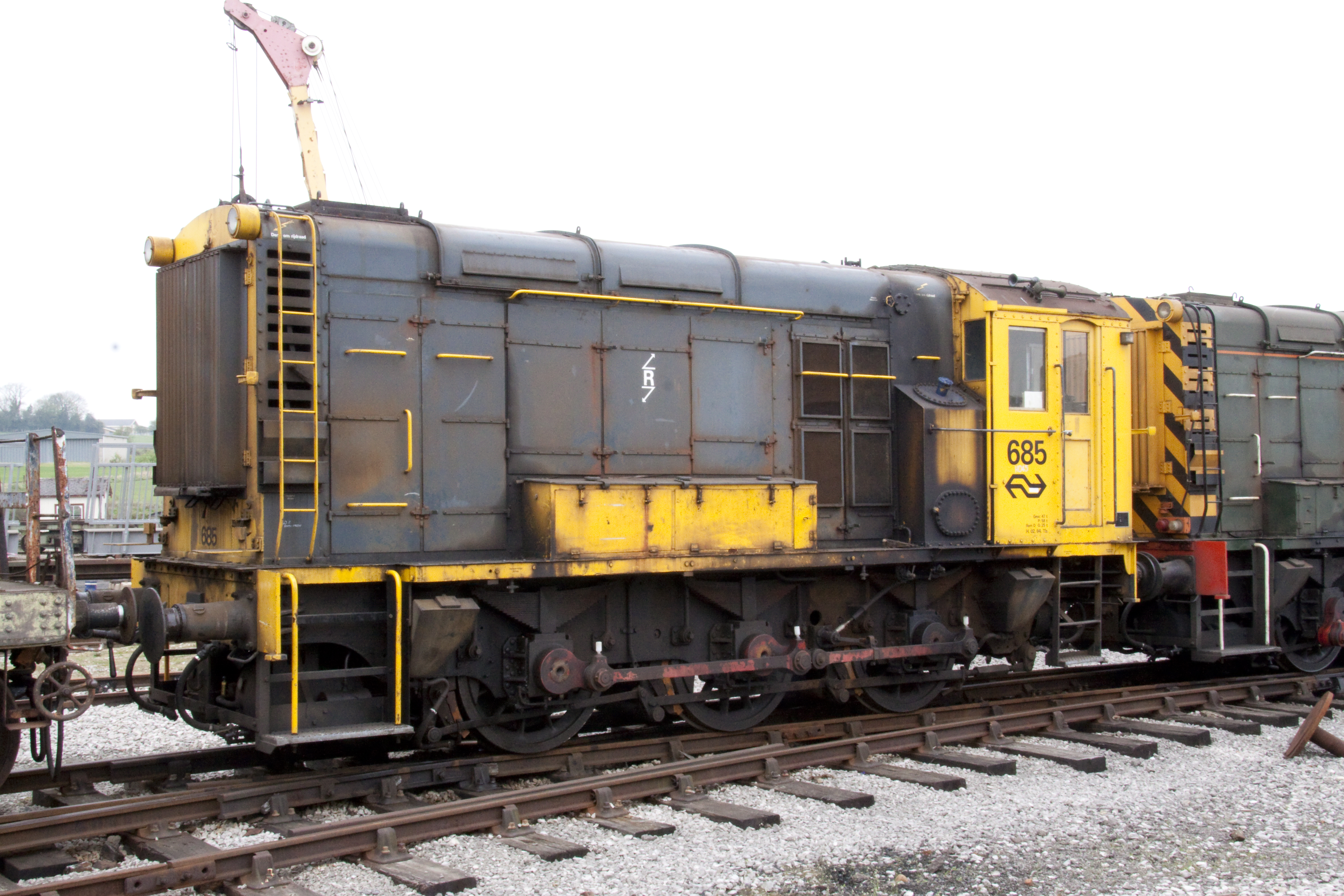
Loc 685 te Swanwick (UK).
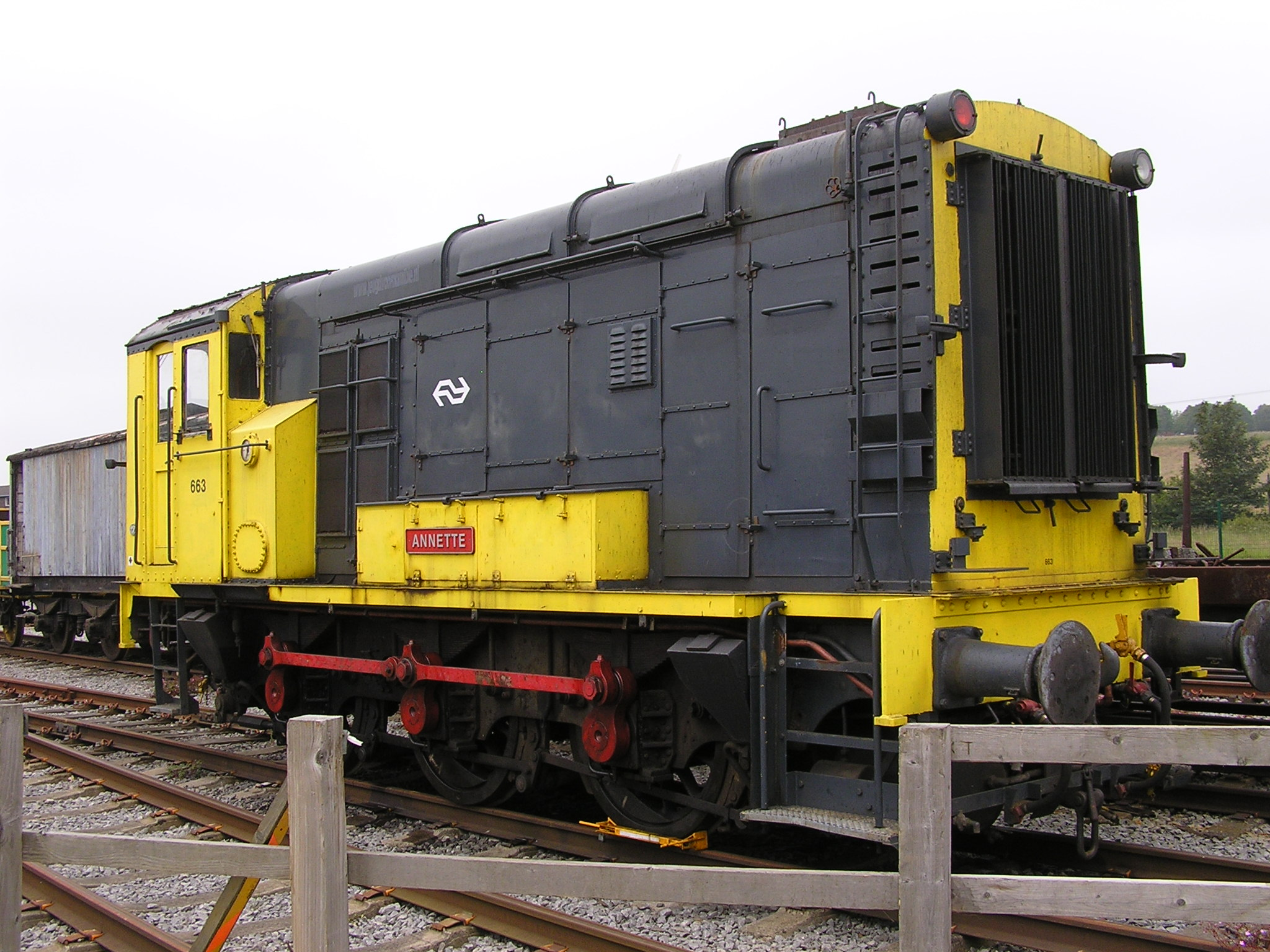
Loc 663 'Annette' te Shildon (UK).
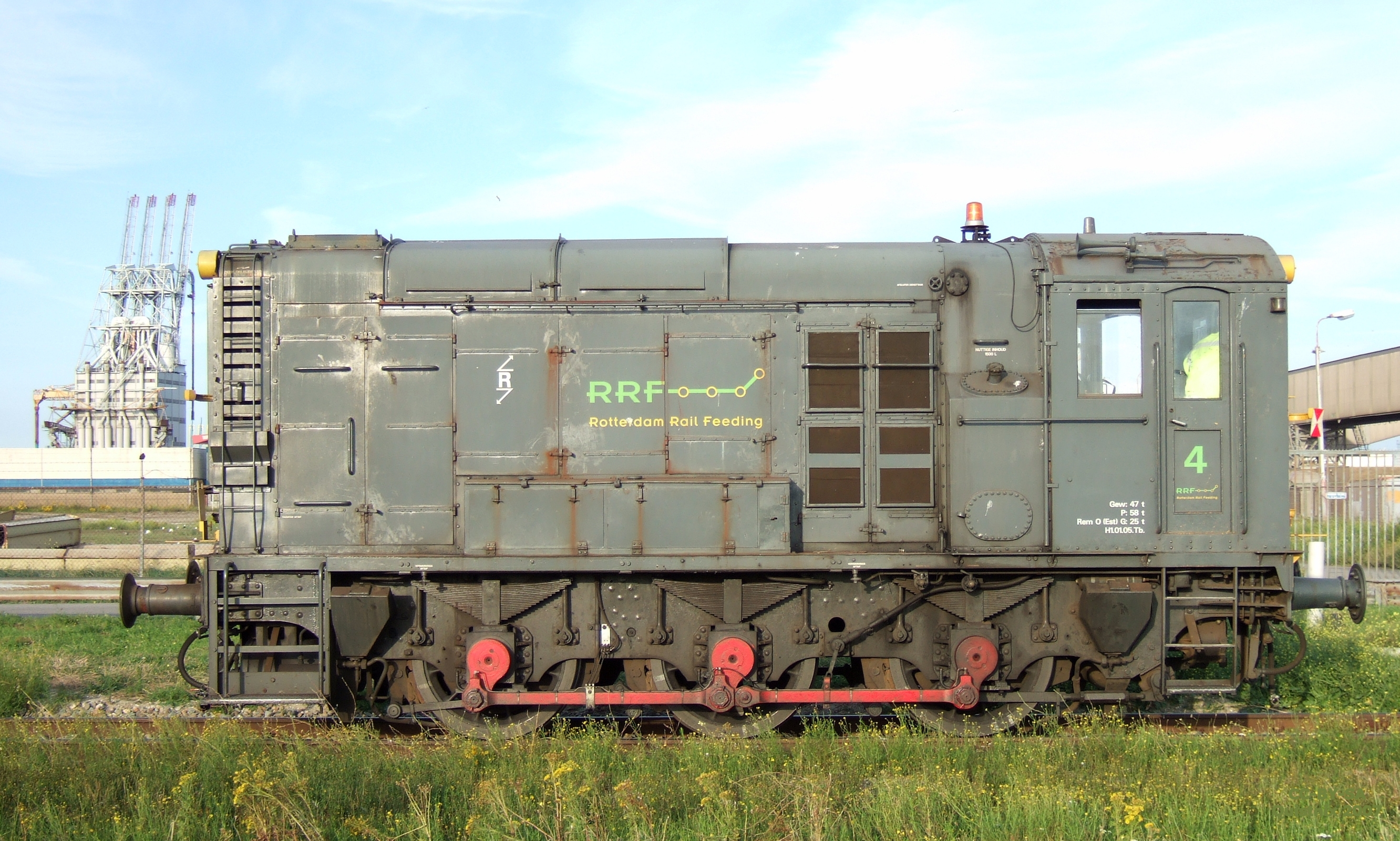
Loc RRF 4 aan het werk op de Maasvlakte.
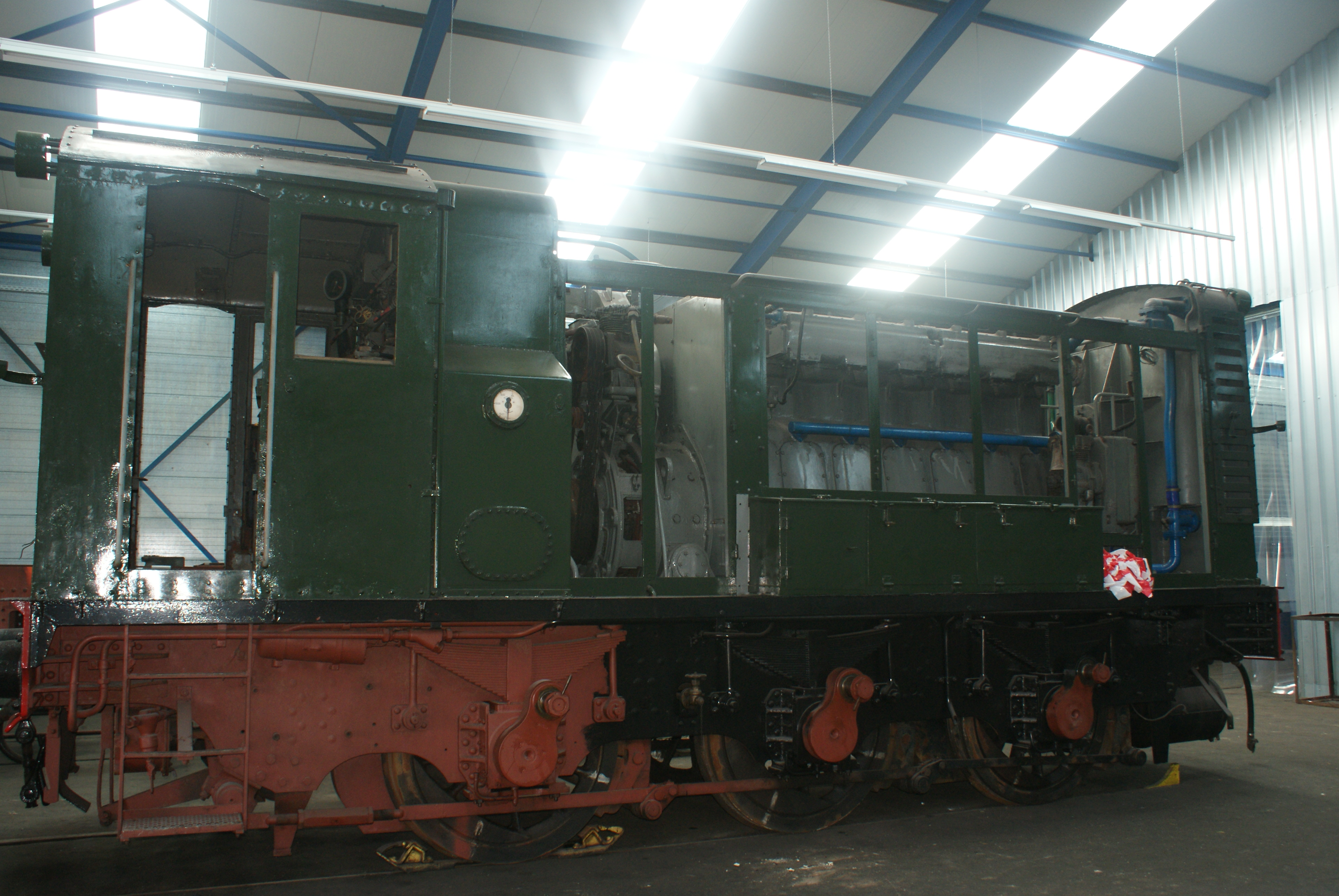
Ex-NS 609 staat bij de STAR, en wordt daar in originele uitvoering hersteld.
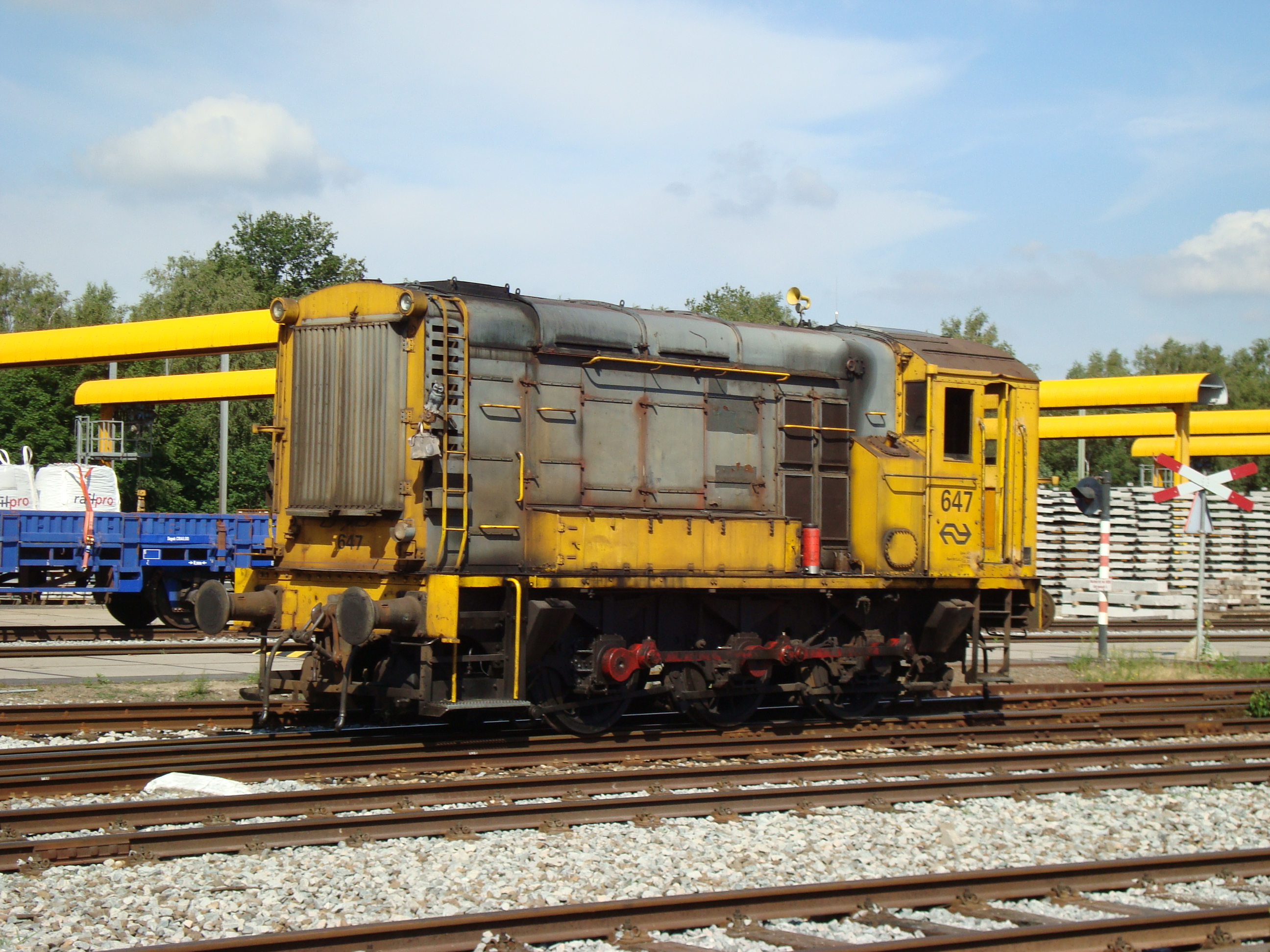
NS 647 rangerend op het terrein van Stapelplaats Crailoo; 23 juli 2010.
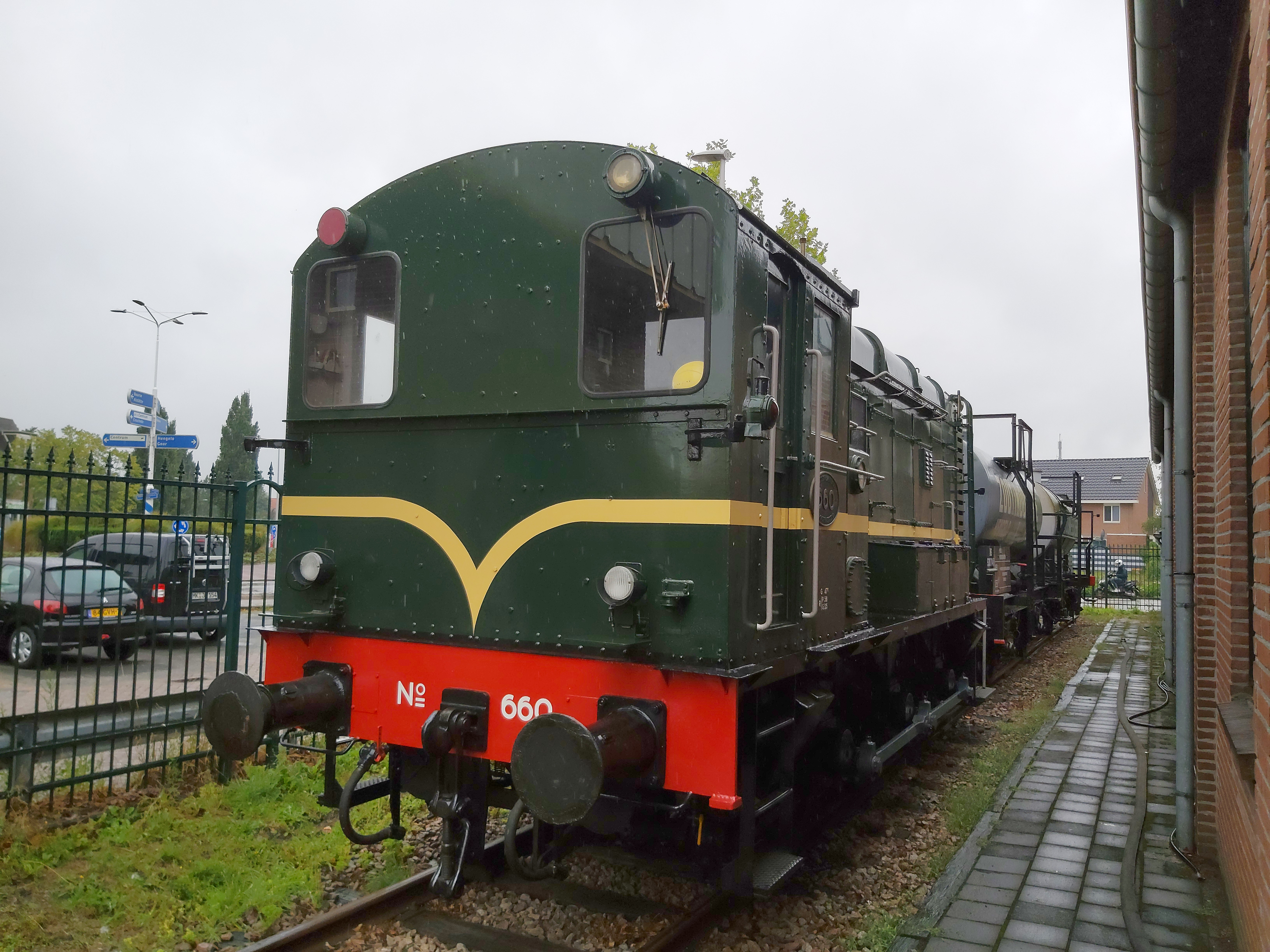
Loc MBS 20 (ex-NS 660) te Haaksbergen.
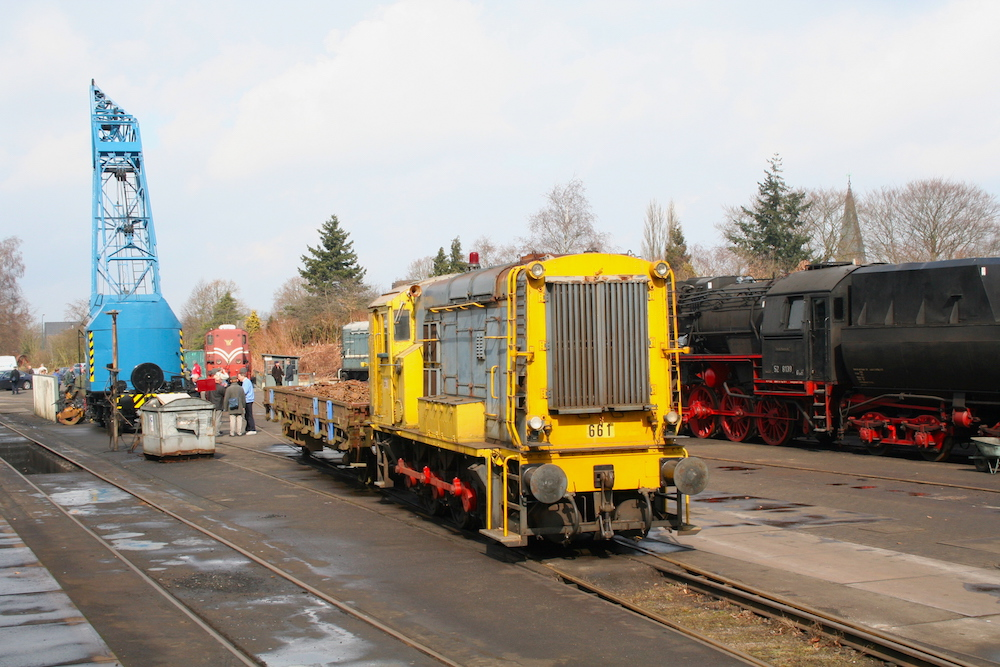
Loc NS 661 bij de VSM te Beekbergen.
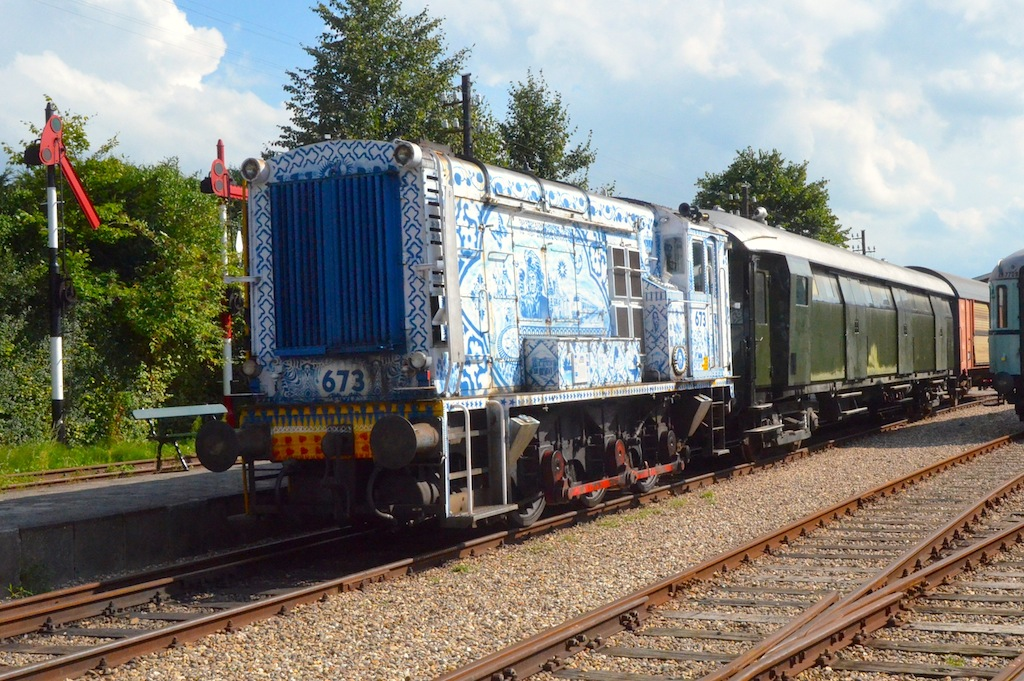
Locomotief NS 673 in bijzondere beschildering in het Spoorwegmuseum. In 2025 is deze teruggebracht naar geel/grijze kleurstelling onder nummer 605.
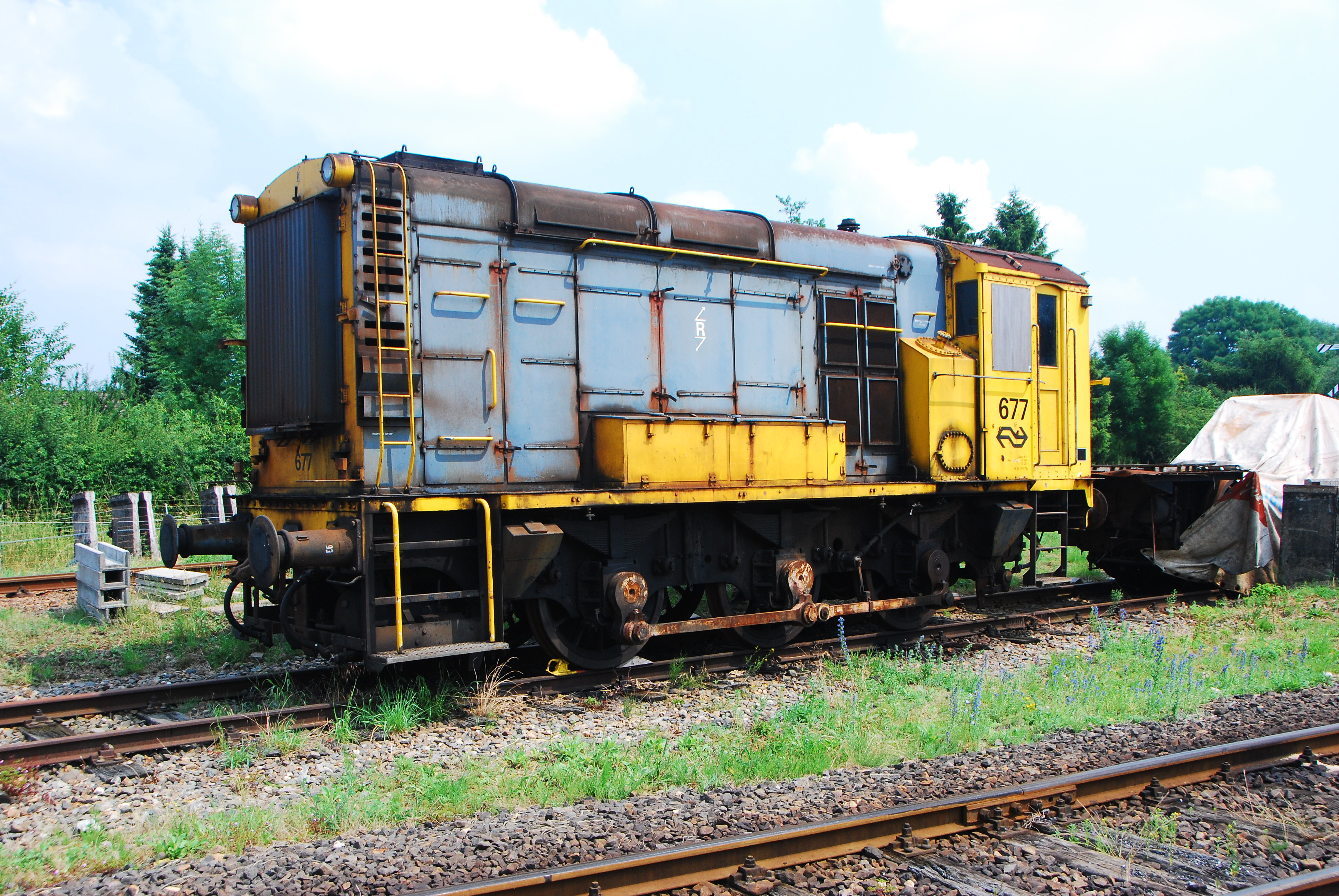
Ex-NS 677 op het ZLSM-depot in Simpelveld.
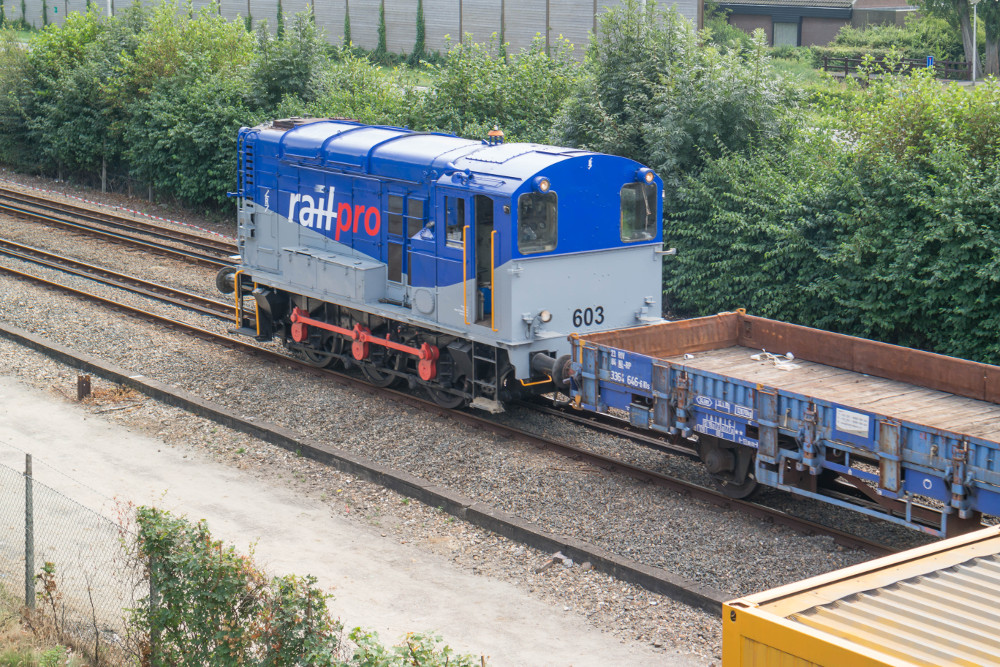
Railpro 603 in Rhoon tijdens werkzaamheden aan de metrobaan in Rotterdam (2014).
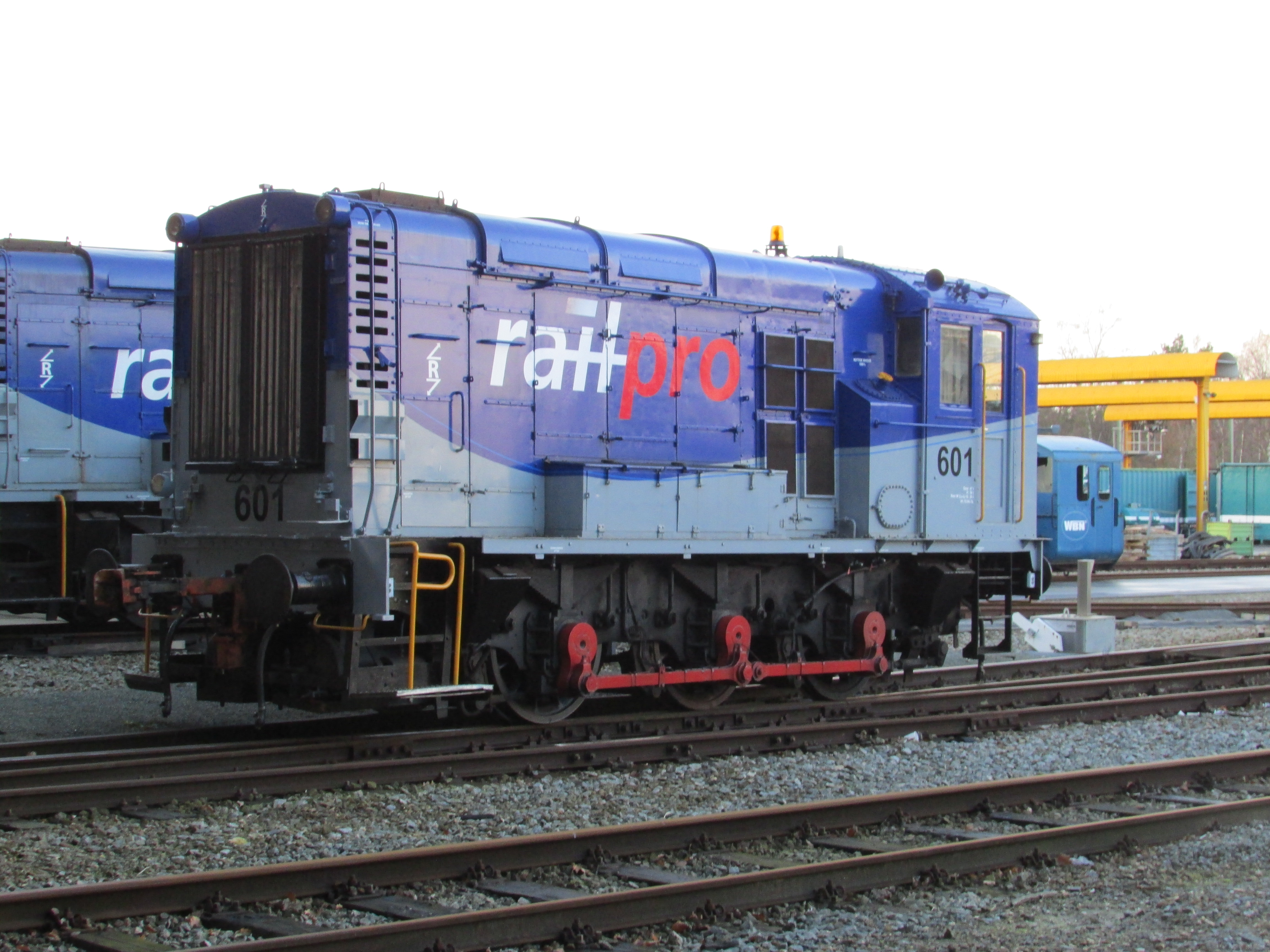
Railpro 601 rangerend te Stapelplaats Crailoo (2014).
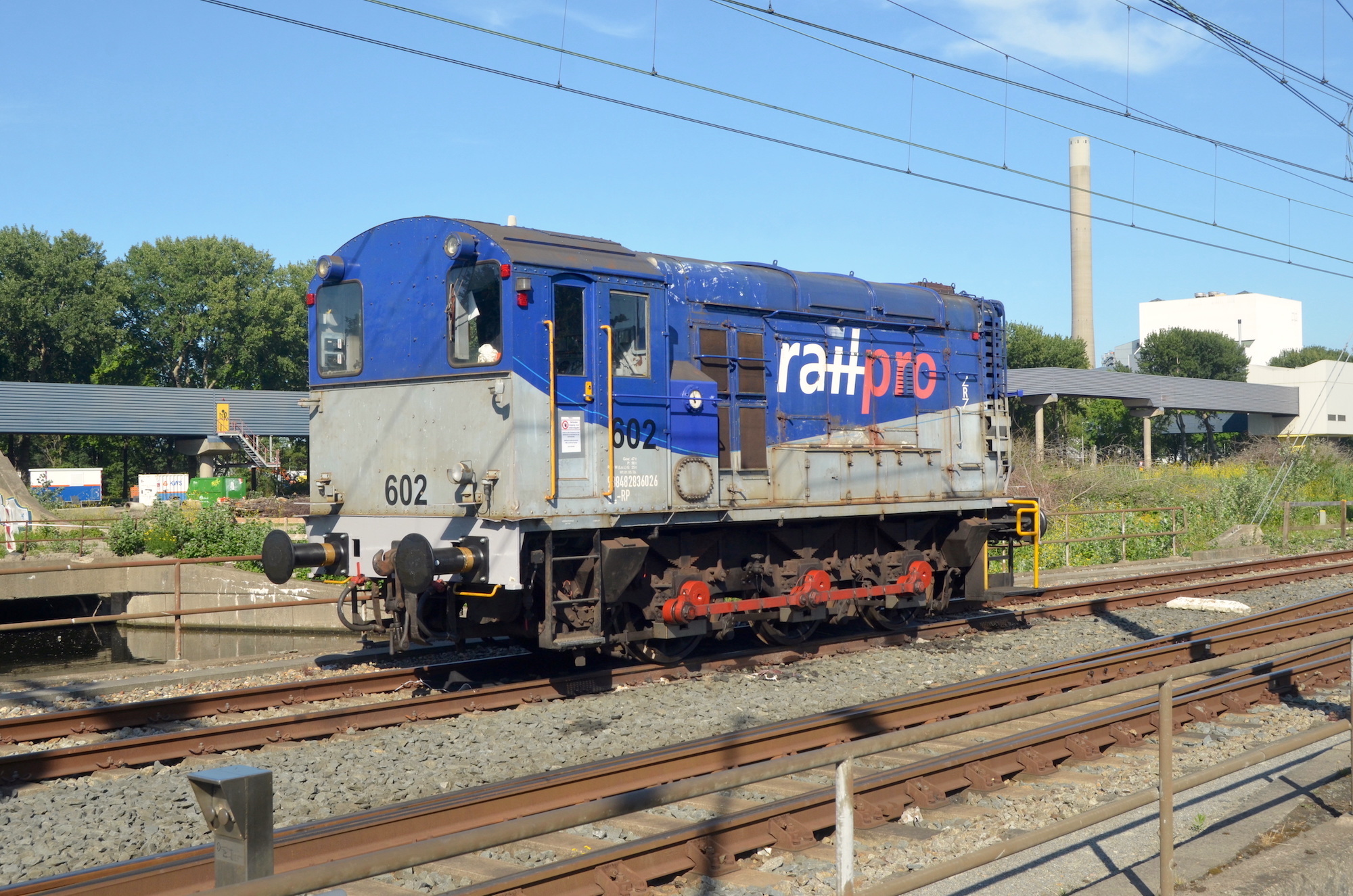
Loc Railpro 602 aan de Westhavenweg te Amsterdam (2020).
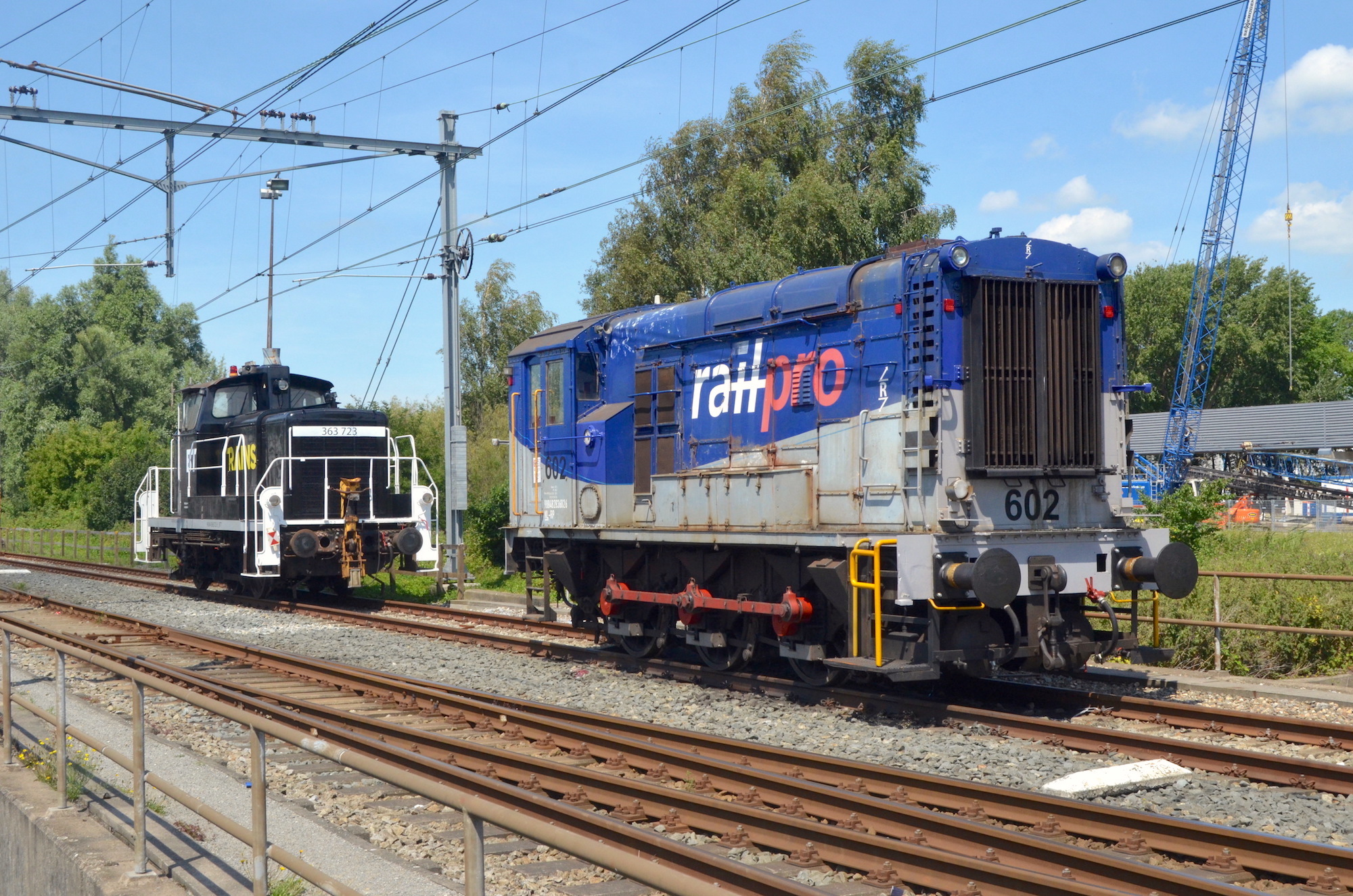
Loc Railpro 602 en Lcc BT Trains 363 723 aan de Westhavenweg te Amsterdam (2020).
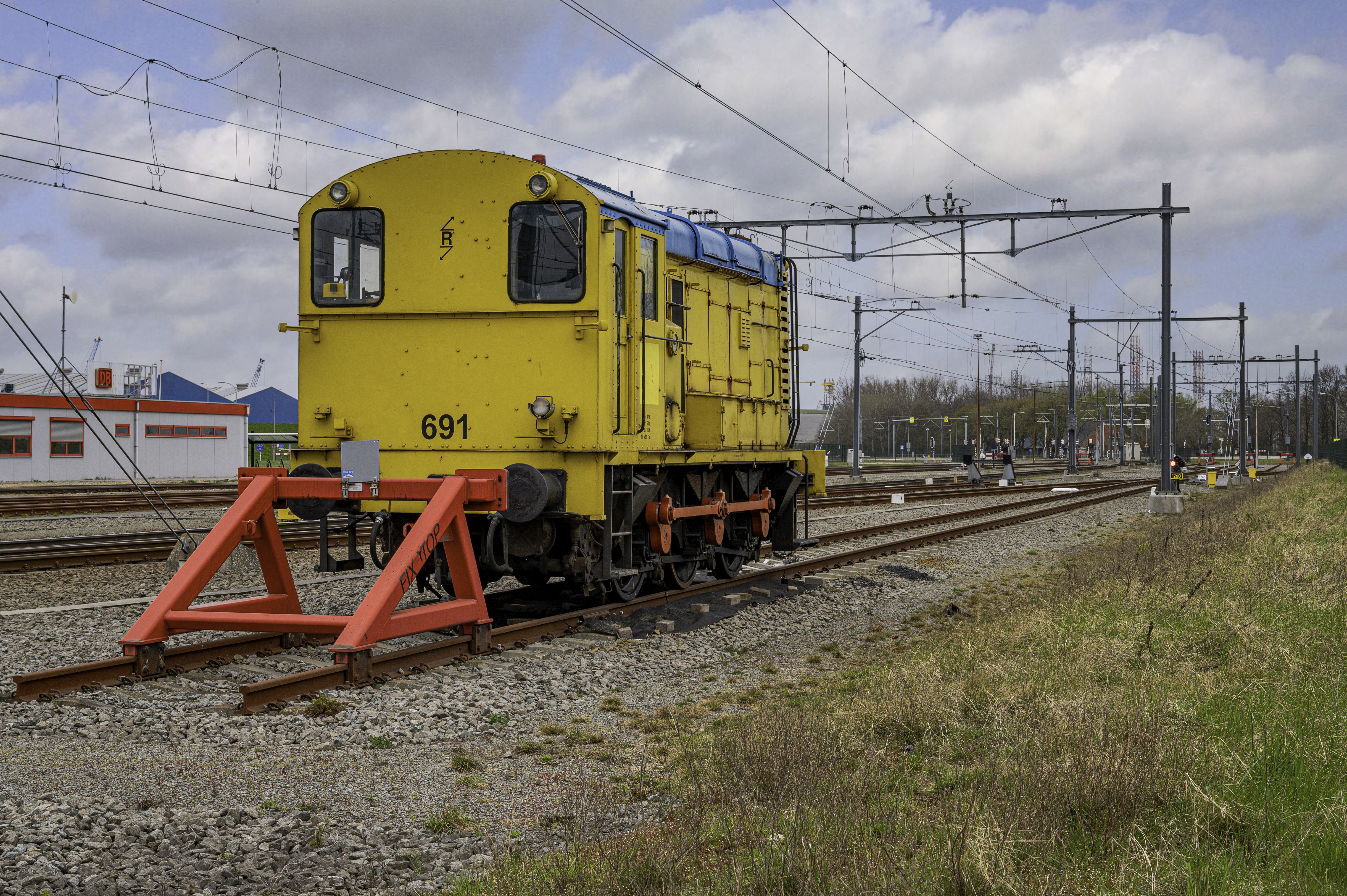
Loc 691 bij de Sloehaven (2022).
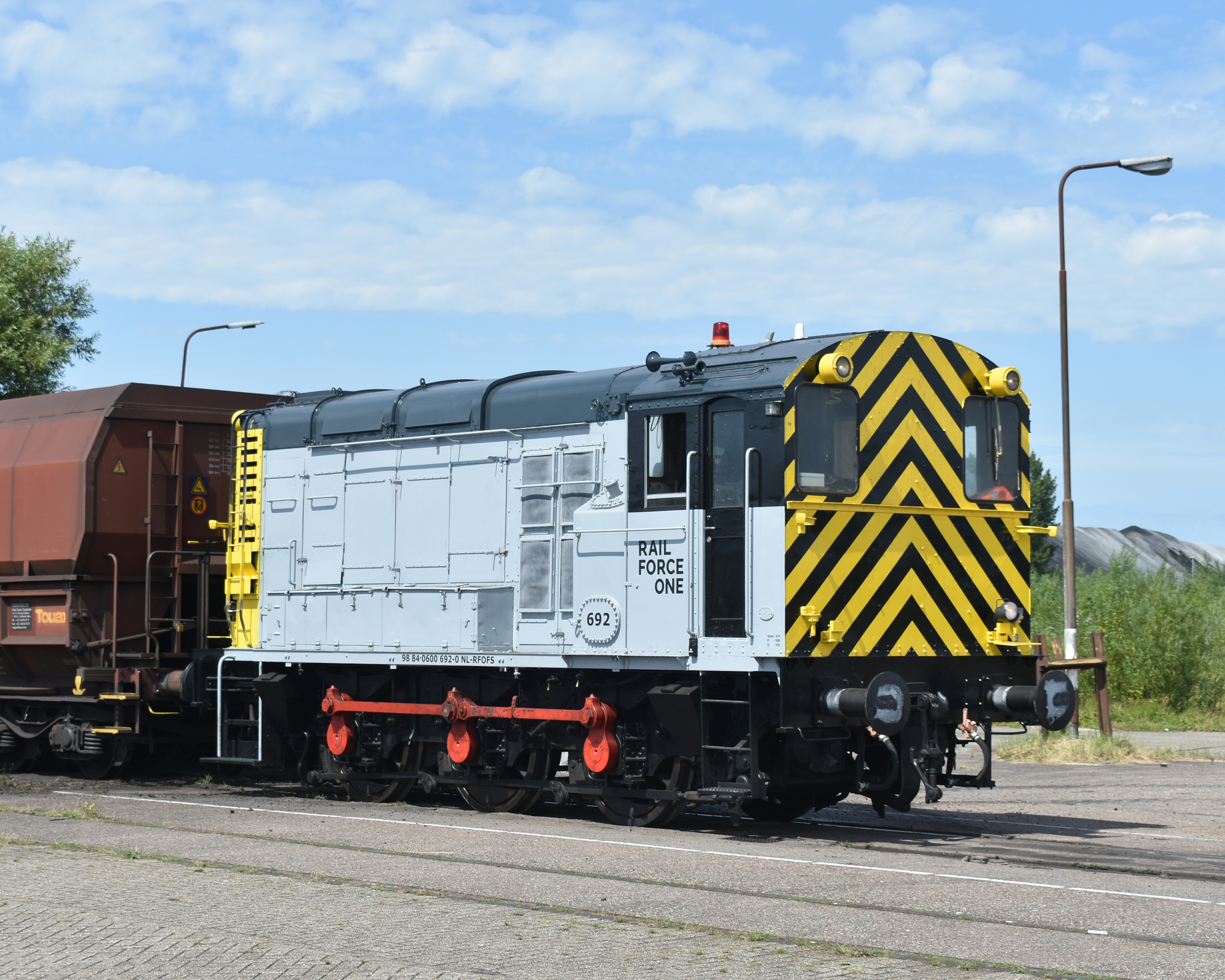
Rail Force One 692 in het Westelijk Havengebied van Amsterdam (2022).